# Nordamerikanska unionen

Karta över Nordamerikanska unionen

Nordamerikanska unionen (The North American Union) är ett projekt organiserat av USA:s Council on Foreign Relations, Kanadas Council of Chief Executives och Mexikos Mexican Council on Foreign Relations. Projektet föreslår ett närmare ekonomiskt och socialt samarbete mellan de tre länderna.

## Bakgrund
Projektet inleddes i oktober 2004 och resulterade i två dokument: Trenationellt upprop för en nordamerikansk ekonomi- och säkerhetsgemenskap år 2010 (Trinational Call for a North American Economic and Security Community by 2010) i mars 2005 och den slutgiltiga rapporten Att bygga en nordamerikansk gemenskap
(Building a North American Community) i maj 2005. I den sistnämnda föreslås ett ökat samarbete mellan Kanada, USA och Mexiko liknande Europeiska unionen.
Vissa internetkällor hävdar att denna rapport, trots att den i sig inte nämner något politiskt samarbete, föreslår en framtida Nordamerikansk union som kommer att förena de tre nordamerikanska länderna till en politisk union likt den i Europa. Vissa tror till och med att en sådan union får en egen valuta, ameron, som skulle ersätta den amerikanska och kanadensiska dollarn och den mexikanska peson.
På senare tid har de tre nordamerikanska nationerna ökat det ekonomiska samarbetet och accelererat processen inom NAFTA. Som svar på kraven om ökad globalisering och liknande åsikter om utländska ekonomiska jättar såsom Kina och EU har ledarna i de tre nordamerikanska staterna gått med på att arbeta närmare med varandra. Hittills har de etablerat projektet Security and Prosperity Partnership of North America (SPP).

## Dagens debatt
Robert Pastor, vice ordförande för Council of Foreign Relations och ansvarig för gruppen bakom rapporten Att bygga en nordamerikansk gemenskap, har föreslagit att den nya hypotetiska valutan ska bli ameron, likt den europeiska euron. Ett annat förslag är nordamerikansk dollar (North American Dollar).

## Befolkning
Nordamerikanska unionen skulle idag (2007) ha en befolkning på ca 440 miljoner medborgare, vilket kan jämföras med Europas 490 miljoner. De fördelar sig enligt följande:
- Förenta staterna 300 050 259 invånare
- Mexiko 107 449 525 invånare
- Kanada 33 098 932 invånare

## Status
Ingen av de berörda regeringarna har officiellt sagt ja eller nej till förslaget. Vissa motståndare till unionen anser att internationella diskussioner om ekonomi och säkerhet passar så väl in på förslaget till en union att de måste vara utformade för att få till stånd unionen.

## Världens olika regioner och unioner
- Afrikanska unionen
- Association of Southeast Asian Nations (ASEAN)
- Europeiska unionen